# Бон-Жезуш (Брага)
Санктуарій Бон-Жезуш-ду-Монте (порт. Santuário do Bom Jesus do Monte), частіше іменований просто Бон-Жезуш, — ансамбль релігійної архітектури XVII—XVIII ст. в місті Брага, Португалія; один з найвеличніших «священних пагорбів» епохи Контрреформації. Розташований на західному схилі гори Ешпіню[прояснити] в східній частині Браги, в районі Тенойнш, на висоті близько 400 метрів. Архітектура поєднує елементи бароко, рококо і класицизму. У липні 2019 року Бон-Жезуш було включено до списку Всесвітньої спадщини ЮНЕСКО.

## Назва
Назву Bom Jesus do Monte можна дослівно перекласти як «Милосердний Ісус на горі». Вона пов'язана з ідеєю «священних пагорбів», які почали з'являтися в Європі після Тридентського собору під впливом ідей видатного діяча Контрреформації кардинала Карло Борромео. Для священних пагорбів характерні тиха усамітнена атмосфера, монументальні споруди (каплиці і фонтани) з численними Загиптурами або картинами, що зображують сцени Via Sacra і нагадують прочанам різні моменти страстей Христових.

## Історія створення
Перші свідчення присутності людини на цьому місці відносяться до XIV століття, коли тут було споруджено хрест і побудовано невеликий скит на славу Животворного Хреста (порт. Santa Cruz). У статуті Братства церкви Святої Трійці (порт. Igreja da Trindade) в Бразі, датованому 1373 роком, вже згадується скит Санта-Круш, до якого ченці здійснювали паломництва.
Різні джерела одностайно згадують 1494 рік як рік будівництва невеликої церкви і скиту на схилі пагорба. Однак дані про те, кому належала ініціатива будівництва, відрізняються. Архієпископ Родригу да Кунья приписує ініціативу будівництва архієпископу Жорже да Кошта. В путівнику Guia de Portugal ініціатором будівництва зазначений його брат і наступник архієпископ Мартинью да Кошта, однак у ранішому джерелі ініціатива приписується архієпископу Жорже да Кунья (порт. D. Jorge da Cunha), якого немає в офіційному списку архієпископів Браги. Цей другий скит через деякий час був покинутий і занепав через несприятливі погодні умови.
1522 року декан Браги Жуан та Guarda (порт. D. João da Guarda) перебудував і розширив скит своїм коштом, виконавши його в камені в традиціях іберійської готики, про що свідчать деякі збережені до наших днів сліди.

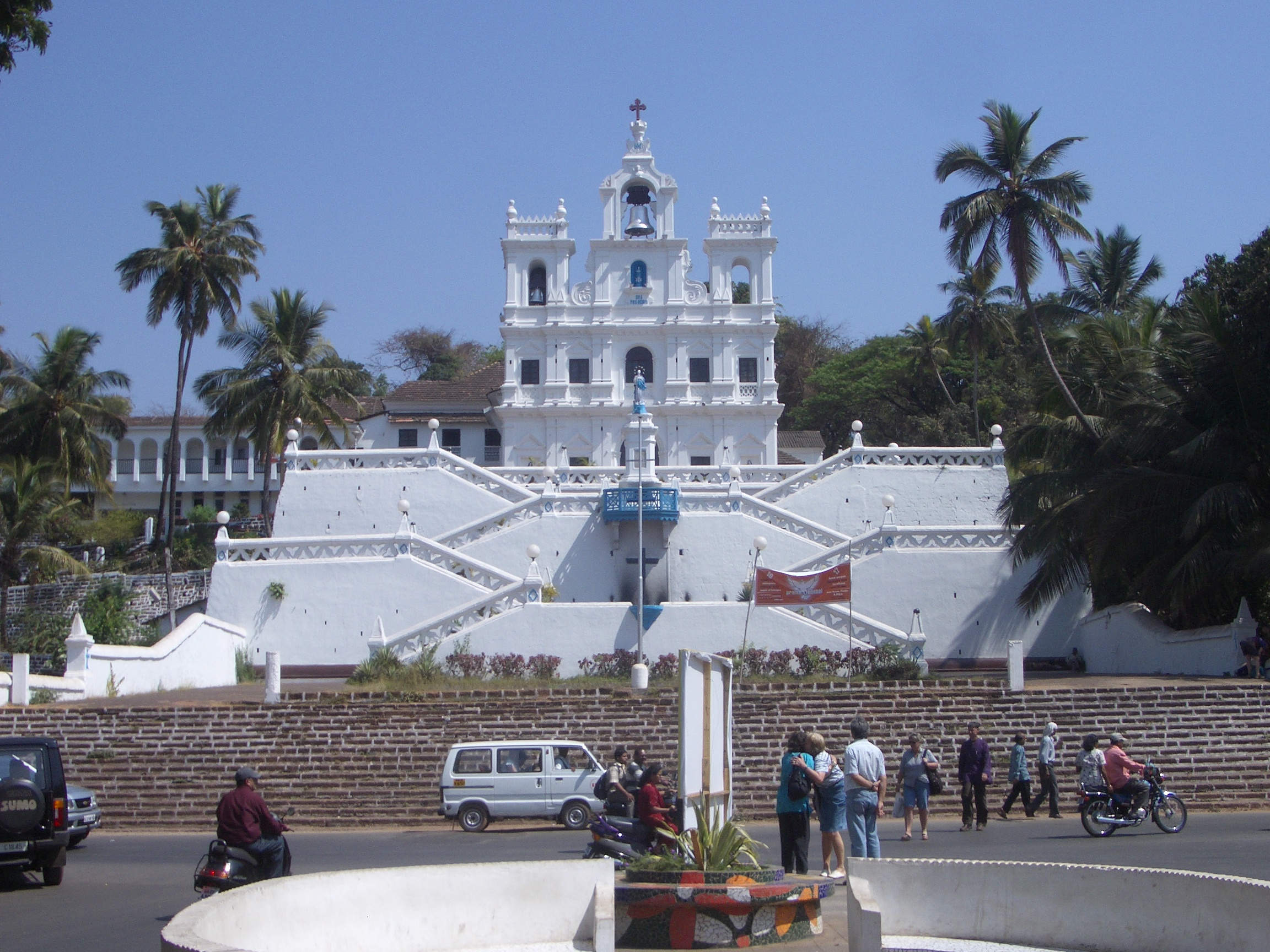
Аналогічний за задумом Церква Непорочного зачаття (Гоа) у португальському Гоа

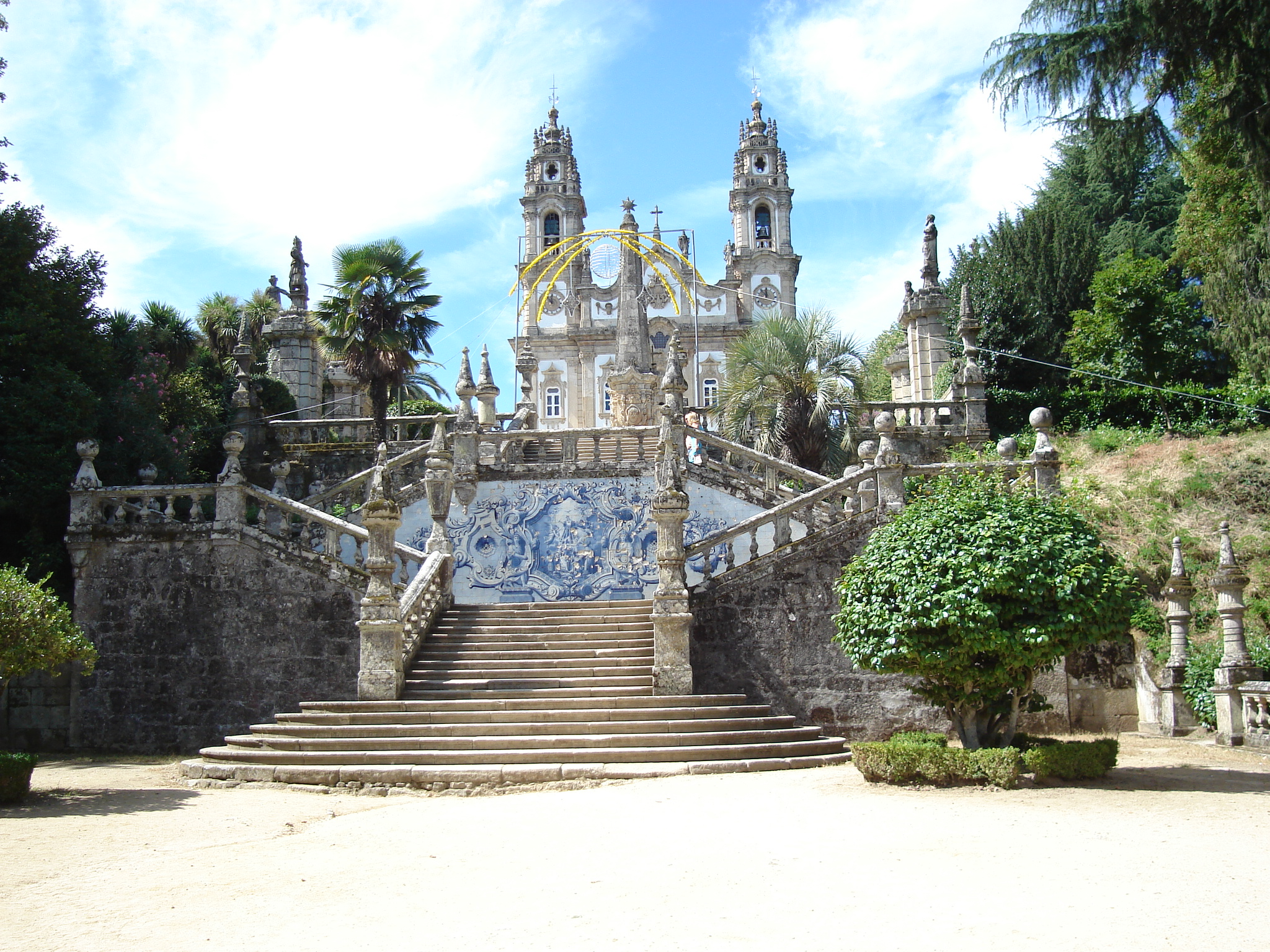
Церква Богоматері Цілющої (Ламегу) в Ламегу

1629 року з ініціативи місцевих вірян було створено конфрерію Бон-Жезуш-ду-Монте для відродження згаслого до того часу місця поклоніння Животворящому Хресту. Цього ж року західний схил Ешпіню перетворюється на «Голгофу», споруджену на горі на схід від Браги, а конфрерия засновується «у славу Ісуса Милосердного» (порт. Confraria do Bom Jesus).
1720 року архієпископ Родригу де Моура Телеш, побачивши жалюгідний стан, у який прийшов храм через майже повне запустіння в часи правління декана Франсішку Перейра да Сілва (порт. D. Francisco Pereira da Silva), бере на себе функції судді конфрерії і починає процес повної реставрації: за нього було розпочато будівництво нового храму на Площі Мойсея (порт. Terreiro de Moisés), сплановано сходи, що ведуть від портика, каплиці Via Sacra і сходи «п'яти почуттів».
Вважається, що автором проєкту цієї перлини ландшафтної архітектури був військовий інженер полковник Мануел Пінту де Вілалобуш (порт. Manuel Pinto de Villa Lobos). Невеликий круглий (або, швидше, еліптичний) храм було побудовано на місці старого відновленого скиту. Через деякий час бразькому архітектору Карлушу Амаранте було доручено продовжити роботи і побудувати новий храм, який увінчав собою грандіозну споруду.
Архієпископ Гашпар де Браганса на прохання керівництва конфрерії отримав у папи Климента XIV благословення на те, щоб церква приймала паломників, які відвідують святі для християн місця. Крім того, папа видав три бреве, дарувавши прочанам Бон-Жезуш особливі милості і привілеї. Потік віруючих неймовірно зріс, а невеликий храм, побудований у часи Родріго де Моура Телеша, став тісним і вже не міг умістити всіх бажаючих. Стару церква епохи Відродження демонтували, а на її місці спорудили новий храм, який чудово зберігся до наших днів. Перший камінь було закладено 1 червня 1784 року, в день Зішестя Святого Духа.
Під час проходження через Брагу наполеонівських військ генерала Сульта у березні 1809 року санктуарій отримав незначні пошкодження.
У вересні 1811 року роботи з будівництва було завершено, але для парафіян новий храм відкрили лише 1857 року.

## Склад комплексу

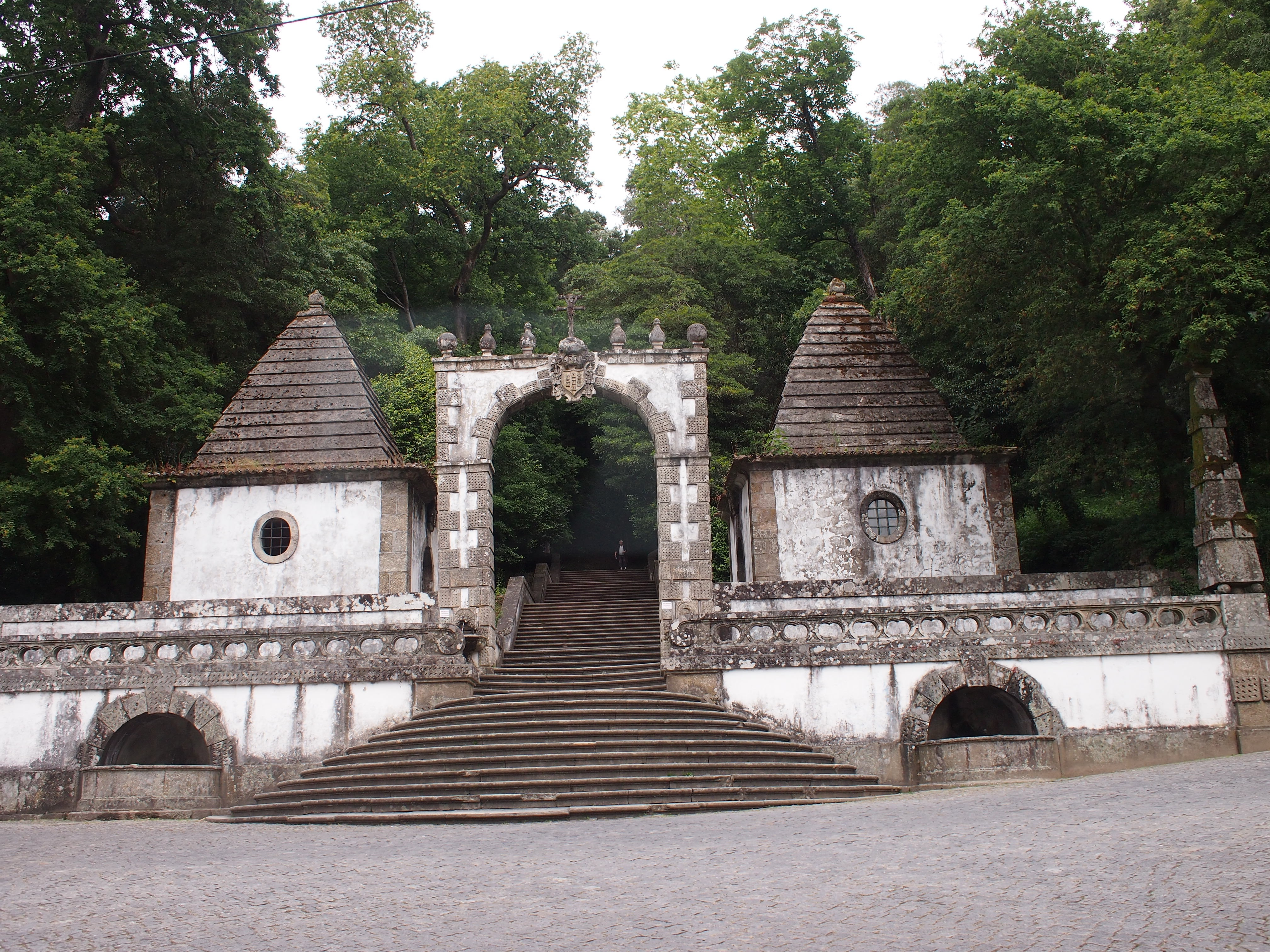
Портик Бон-Жезуш

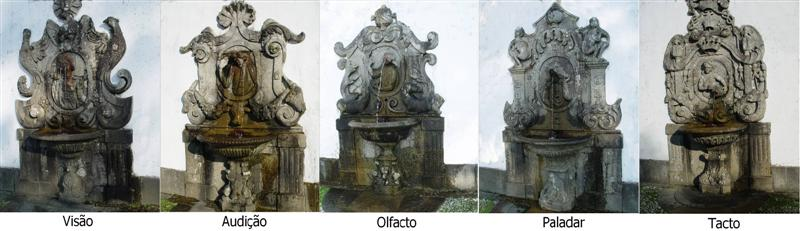
Фонтани п'яти почуттів

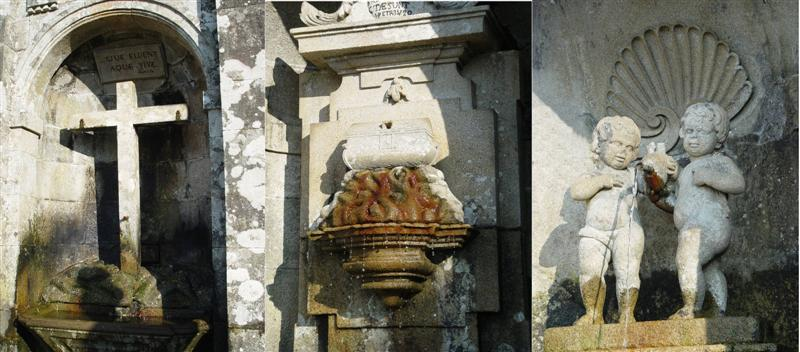
Фонтани трьох чеснот

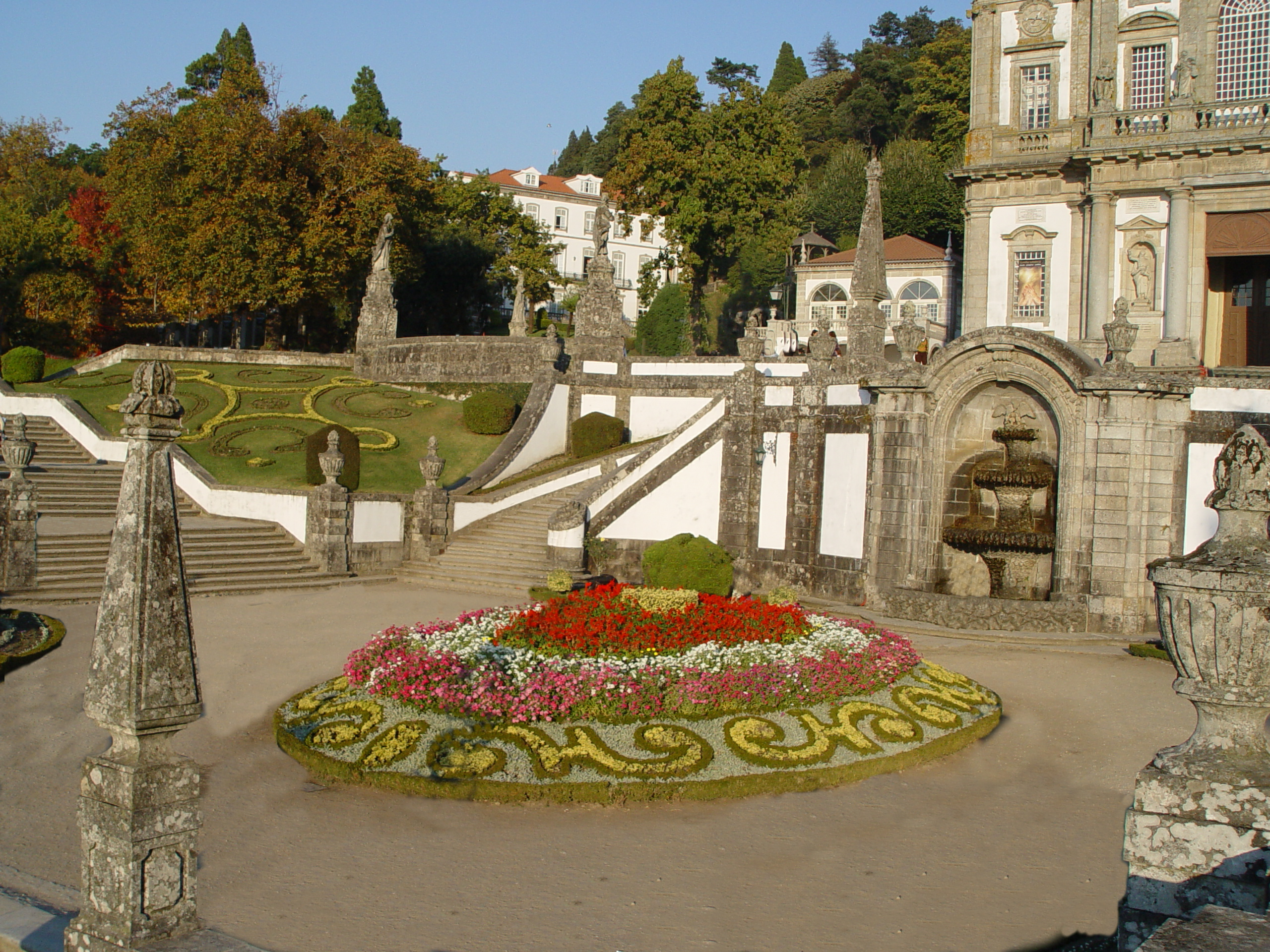
Мойсеєва площа перед церквою Бон-Жезуш

### Сходи
Величні зигзагоподібні сходи з'єднують в загальному плані кілька побудованих у різний час скитів, де поєднано різні ділянки Via Sacra і представлено деяких персонажів Страстей Христових. Крім того, тут є кілька алегоричних фонтанів, майданчики зі скитами, статуї.
Вхід оформлений портиком XVIII століття, оточеним двома декоративними пірамідами. В кінці прольотів сходів знаходяться каплиці Via Sacra, кожна з яких представляє одну зі сцен Страстей Христових. Кольорові Загиптури (деякі з яких збереглися з XVII століття, інші ж були зроблені сучасним автором Жуаном Вієйрою (порт. João Vieira) виконані майже в натуральну величину і виглядають дуже реалістично, підкреслюючи драматургію кожної сцени. Каплиці в кінці першого прольоту символізують Сіонську світлицю і Гетсиманський сад, в кінці третього прольоту — Моління про чашу і Арешт Христа; потім — Бичування і Увінчання терновим вінцем; далі — Ecce Homo і Шлях на Голгофу; і, нарешті, — Несення хреста і Розп'яття Христове.
Після великого майданчика, з якого відкривається прекрасний вид на захід, сходи змінюють свій вигляд: сімнадцять прольотів, що почергово розходяться і сходяться з обох боків маршу, багато прикрашені декоративними посудинами, алегоричними статуями і невеликими фонтанами. Це так звані «сходи п'яти почуттів».
Кожен фонтан символізує одне з почуттів: на першому прольоті «зір», на другому — «слух», одна із статуй присвячена царю Давиду. Наступний фонтан — «нюх» і статуї Ноя і Суламіти; потім — «смак», статуї Йосипа, Йонатана і Ездри; і, нарешті, — «дотик» і статуї Соломона, Ісаї та Ісаака.
Останні дванадцять прольотів являють собою «сходи чеснот», прикрашені трьома символічними фігурами. В кінці сходів розташована так звана Мойсеєва площа (порт. Terreiro de Moisés), прикрашена чудовим екзотичним фонтаном «Пелікан». На вершині сходів по боках розташовані статуї восьми біблійних персонажів, які брали участь у суді над Христом: Анна, Каяфа, Ірод і Пілат, на протилежній стороні — Йосип Ариматейський, Центуріон, Никодим і знову Пілат, що дозволяє зняти Ісуса з хреста.

### Храм
Навпроти сходів знаходиться церква Ісуса Милосердного (порт. Bom Jesus) — класицистична церква у формі латинського хреста — будівництво якої було завершено 1811 року. Це одна з перших робіт архітектора Карлуша Амаранте. Портик у стилі пізнього Ренесансу оточений чотирма великими монолітними колонами. На проміжному антаблементі встановлено статуї чотирьох апостолів-євангелістів. Фасад з двома вежами вписаний в густе листя навколишнього парку. На стінах у просторій центральній частині храму висять копії деяких картин Педру Александріну. Оригінали знаходяться в Музеї конфрерії (порт. Museu da Confraria), розташованому в двох залах в Casa das Estampas ліворуч від церкви. Тут також виставлено декоративні панно XVIII століття, три великих східних гобелени, картини Секейри, Педру Александріну і Рокмона, цінний гумерал з найтонших східних тканин.
У будівлі Casa das Estampas, перебудованій на початку XX століття архітектором Раулом Ліну, крім магазину сувенірів знаходиться бібліотека конфрерії, основну колекції якої подарував 1918 року відставний чиновник з Віана-ду-Каштелу Гашпаром Лейте де Азеведу. Пізніше вона поповнилася колекцією французьких книг, подарованою Мануелем Монтейру.
Приблизно на одному рівні з храмом знаходяться два курортних готелі. Трохи далі, посеред гаю, розкинувся парк. З тераси, розташованої поруч з кінною статуєю і лінією фунікулера, відкривається найбільший панорамний вид на околиці Браги. Ще зовсім недавно, поки в місті не було високих будівель, в ясні дні звідси можна було побачити всю берегову лінію Міню.

### Фунікулер

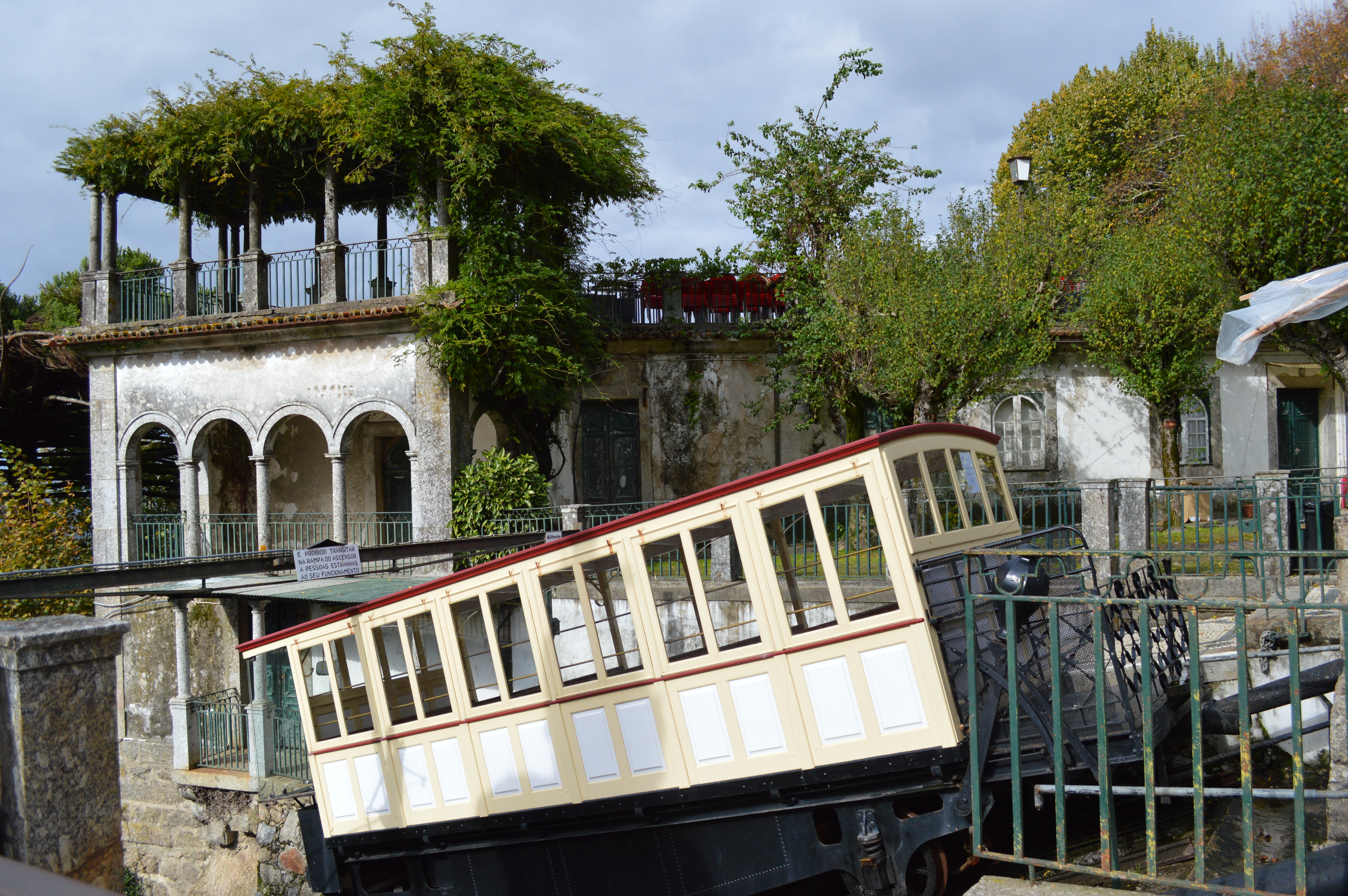
Вагон фунікулера біля верхнього посадкового майданчика

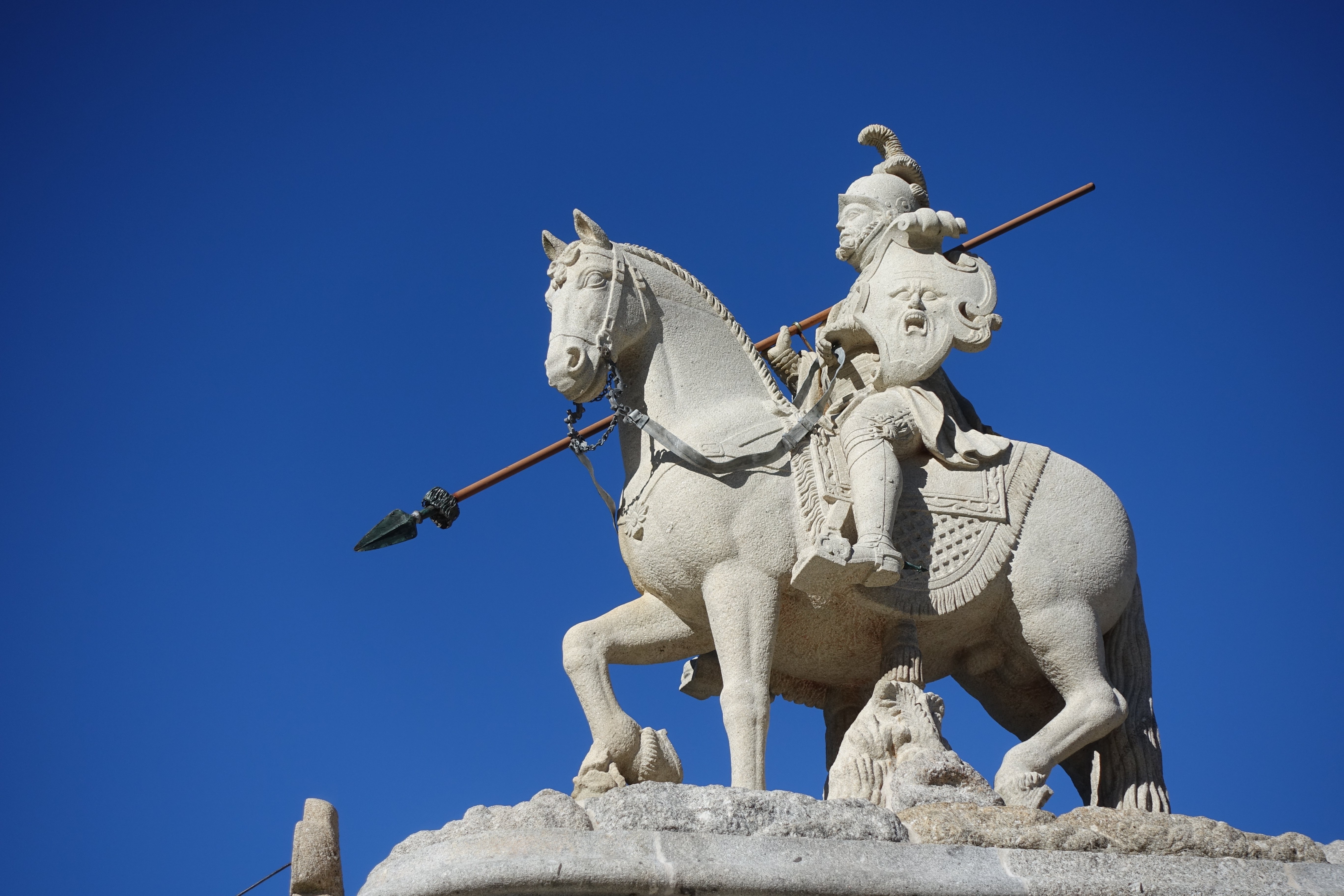
Статуя св. Лонгина

Від підніжжя санктуарію до храму можна також піднятися на фунікулері (порт. Elevador do Bom Jesus), який проходить ліворуч від сходів. Це перший фунікулер, побудований у Португалії (відкрито 25 березня 1882 року), та найстаріший з діючих фунікулерів в світі. Автор проекту — Ніклаус Ріґенбах, а керував роботами португальський інженер Рауль Месньє де Понсар. Це подвійний фунікулер на рейковій передачі з гідравлічним баластними приводом: вагон, що опускається, заправляється на верхному посадочному майданчику 3500 літрами води і в противазі забезпечує тягу для вагона, що йде вгору. Рейкове полотно довжиною 285 м укладено з перепадом по висоті 116 м. За весь час експлуатації фунікулера не було зафіксовано жодного нещасного випадку.
Поряд з верхнім посадковим майданчиком фунікулера на валуні, на якому колись була розташована дзвіниця храму XVI століття, розібрана в кінці XVIII століття, встановлено гранітну статую, що зображає римського воїна зі щитом і списом, верхи на могутньому коні. Статую, виконану майстром-каменярем Педру Жозе Луїшем, 1819 року подарував конфрерії Луїш де Каштру-ду-Коуту з Піку-де-Регаладуша. Це єдина кам'яна кінна статуя в Португалії. У Бразі існує традиція, коли в дні святкування Різдва Іванна Предтечі неодружені дівчата ходять навколо статуї і моляться про прискорення шлюбу.

### Парк

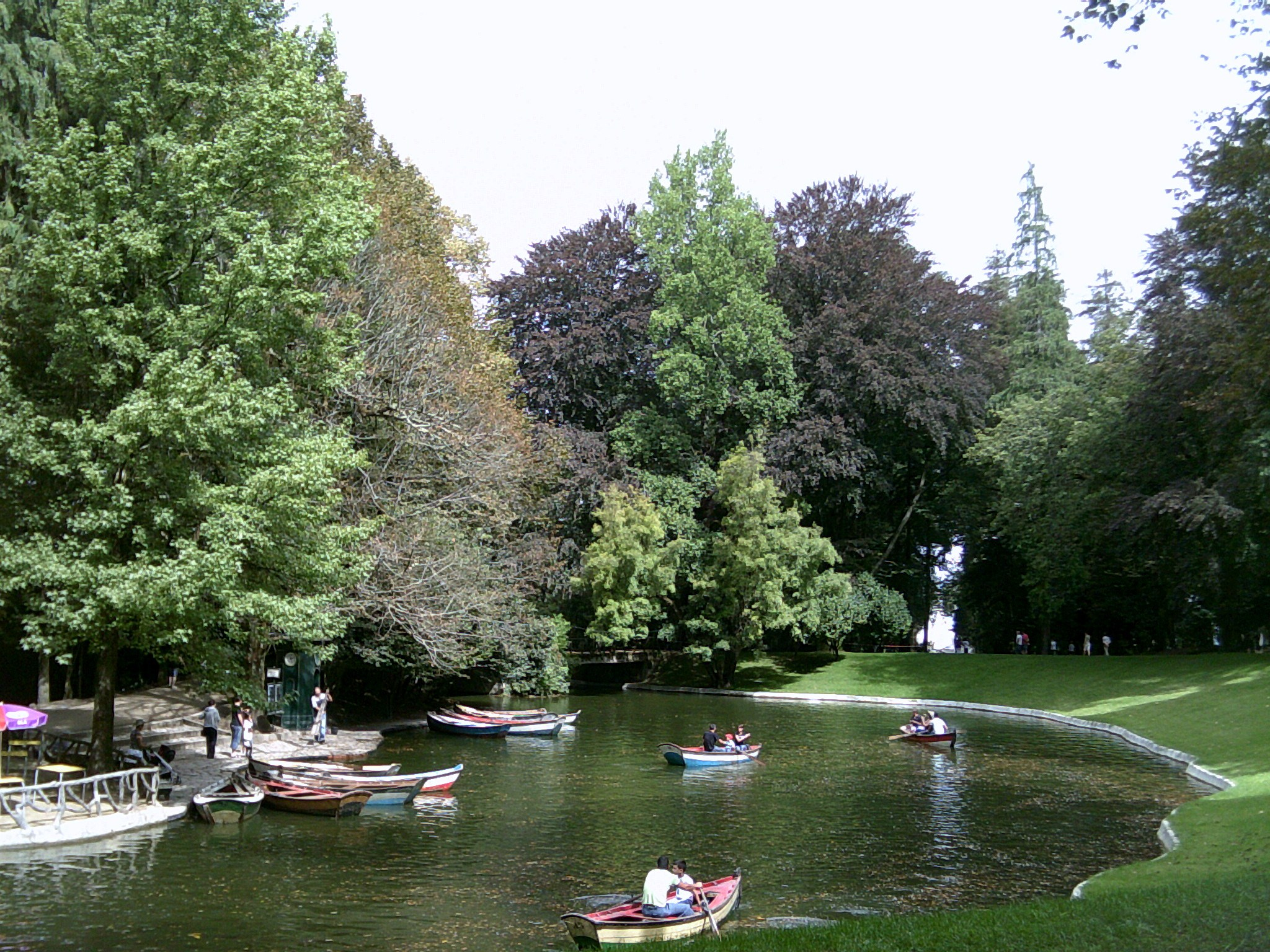
Озеро в парку Бон-Жезуш

На алеї, що веде далі вгору від церкви, знаходяться меморіальні каплички, а в кінці розташовано площу Євангелістів (порт. Terreiro dos Evangelistas). Каплиці присвячені Вознесінню Христовому, Явленню Христа Марії Магдалині і Явлення учням по дорозі до Еммауса, а чотири фонтани з відповідними скульптурними зображеннями — євангелістам Матвію, Марку, Луці та Івану. Особливо виразна фігура святого Івана: у цій роботі одночасно вгадується стиль бароко та романтизм.
Трохи вище в парку розташоване невеличке мальовниче звивисте озеро з невеликим острівцем.